# Fred Berger
Fred Berger (Contea di Westchester, 10 maggio 1981) è un produttore cinematografico statunitense, candidato a due Premi Oscar al miglior film.

## Biografia
Fred Berger è nato nel 1981 nella Contea di Westchester, nello stato di New York. Nel 2017 ha ricevuto la sua prima candidatura al Premio Oscar al miglior film per La La Land di Damien Chazelle. Per questo film ha anche vinto il Premio BAFTA al miglior film. Nel 2025 ha ricevuto la sua seconda candidatura, grazie a A Complete Unknown di James Mangold. 

## Filmografia

### Cinema
- Road, Movie, regia di Dev Benegal (2009)
- La La Land, regia di Damien Chazelle (2016)
- Autopsy (The Autopsy of Jane Doe), regia di André Øvredal (2016)
- Il domani tra di noi (The Mountain Between Us), regia di Hany Abu-Assad (2017)
- I Think We're Alone Now, regia di Reed Morano (2018)
- The Titan, regia di Lennart Ruff (2018)
- Elizabeth Harvest, regia di Sebastian Gutierrez (2018)
- Little Woods, regia di Nia DaCosta (2018)
- Operation Finale, regia di Chris Weitz (2018)
- Destroyer, regia di Karyn Kusama (2018)
- Teen Spirit - A un passo dal sogno (Teen Spirit), regia di Max Minghella (2018)
- Operazione Hummingbird - È tutto appeso a un filo (The Hummingbird Project), regia di Kim Nguyen (2018)
- Monster Party, regia di Chris von Hoffmann (2018)
- Arrivederci professore (The Professor), regia di Wayne Roberts (2018)
- Honey Boy, regia di Alma Har'el (2019)
- L'ora del lupo (The Wolf Hour), regia di Alistair Banks Griffin (2019)
- Dreamland, regia di Miles Joris-Peyrafitte (2019)
- Strange But True, regia di Rowan Athale (2019)
- Seberg - Nel mirino (Seberg), regia di Benedict Andrews (2019)
- Bad Education, regia di Cory Finley (2019)
- All'ombra della luna (In the Shadow of the Moon), regia di Jim Mickle (2019)
- Gretel e Hansel (Gretel & Hansel), regia di Oz Perkins (2020)
- Mortal, regia di André Øvredal (2020)
- Nessuno di speciale (Mainstream), regia di Gia Coppola (2020)
- Monday, regia di Argyris Papadimitropoulos (2020)
- Shadow in the Cloud, regia di Roseanne Liang (2020)
- Little Fish, regia di Chad Hartigan (2020)
- Outside the Wire, regia di Mikael Håfström (2021)
- L'incontro (Encounter), regia di  Michael Pearce (2021)
- At Midnight, regia di Jonah Feingold (2023)
- The Bikeriders, regia di Jeff Nichols (2023)
- Water Rises, regia di Wyatt Winborne (2023)
- Dandelion, regia di Nicole Riegel (2024)
- Longlegs, regia di Oz Perkins (2024)
- Shell, regia di Max Minghella (2024)
- A Complete Unknown, regia di James Mangold (2024)
- The Monkey, regia di Oz Perkins (2025)
- Long Distance - Senza ossigeno (Long Distant), regia di Will Speck e Josh Gordon (2025)

### Televisione
- Taking Chance - Il ritorno di un eroe (Taking Chance), regia di Ross Katz - film TV (2009)
- Carrier - serie di podcast, 7 episodi (2019)
- Gaslight - serie di podcast, 10 episodi (2019)
- Blackout - serie di podcast, 17 episodi (2019-2021)
- Borrasca - serie di podcast, 9 episodi (2020)
- Dirty Diana - serie di podcast, 6 episodi (2020)
- Ghost Tape - serie di podcast, 7 episodi (2020-2024)
- Ballistic - serie TV, 6 episodi (2021)
- Soft Voice - serie di podcast, 10 episodi (2021)
- Last Known Position - serie di podcast, 8 episodi (2021-2022)
- Classified - serie di podcast, 8 episodi (2022)
- Listening In - serie di podcast, 3 episodi (2022)
- Caleidoscopio (Kaleidoscope) - miniserie TV, 8 episodi (2023)
- The Edge of Sleep - serie TV, 6 episodi (2024)

### Cortometraggi
- Barbados, regia di Misha Manson-Smith (2015)

## Riconoscimenti
- Premio Oscar
  - 2017 - Candidatura al miglior film per La La Land
  - 2025 - Candidatura al miglior film per A Complete Unknown
- Premio Emmy
  - 2020 - Miglior film televisivo per Bad Education
- Premio BAFTA
  - 2017 - Miglior film per La La Land
  - 2025 - Candidatura al miglior film per A Complete Unknown